# Municipio de Benton (condado de Keokuk)
El municipio de Benton (en inglés: Benton Township) es un municipio ubicado en el condado de Keokuk en el estado estadounidense de Iowa. En el año 2010 tenía una población de 972 habitantes y una densidad poblacional de 9,3 personas por km².

## Geografía
El municipio de Benton se encuentra ubicado en las coordenadas 41°12′56″N 92°21′34″O / 41.21556, -92.35944. Según la Oficina del Censo de los Estados Unidos, el municipio tiene una superficie total de 104.49 km², de la cual 104,45 km² corresponden a tierra firme y (0,04 %) 0,04 km² es agua.

## Demografía
Según el censo de 2010, había 972 personas residiendo en el municipio de Benton. La densidad de población era de 9,3 hab./km². De los 972 habitantes, el municipio de Benton estaba compuesto por el 98,05 % blancos, el 0,93 % eran afroamericanos, el 0,31 % eran asiáticos, el 0,1 % eran de otras razas y el 0,62 % eran de una mezcla de razas. Del total de la población el 1,44 % eran hispanos o latinos de cualquier raza.